# チェ (たばこ)
チェ（Che）は、ルクセンブルクで製造されるタバコ銘柄。もともと手巻きたばこ銘柄であったが、2012年5月から日本において紙巻きたばこも発売開始。輸入販売元は秋山産業。2021年現在6銘柄（レギュラー及びメンソール）。

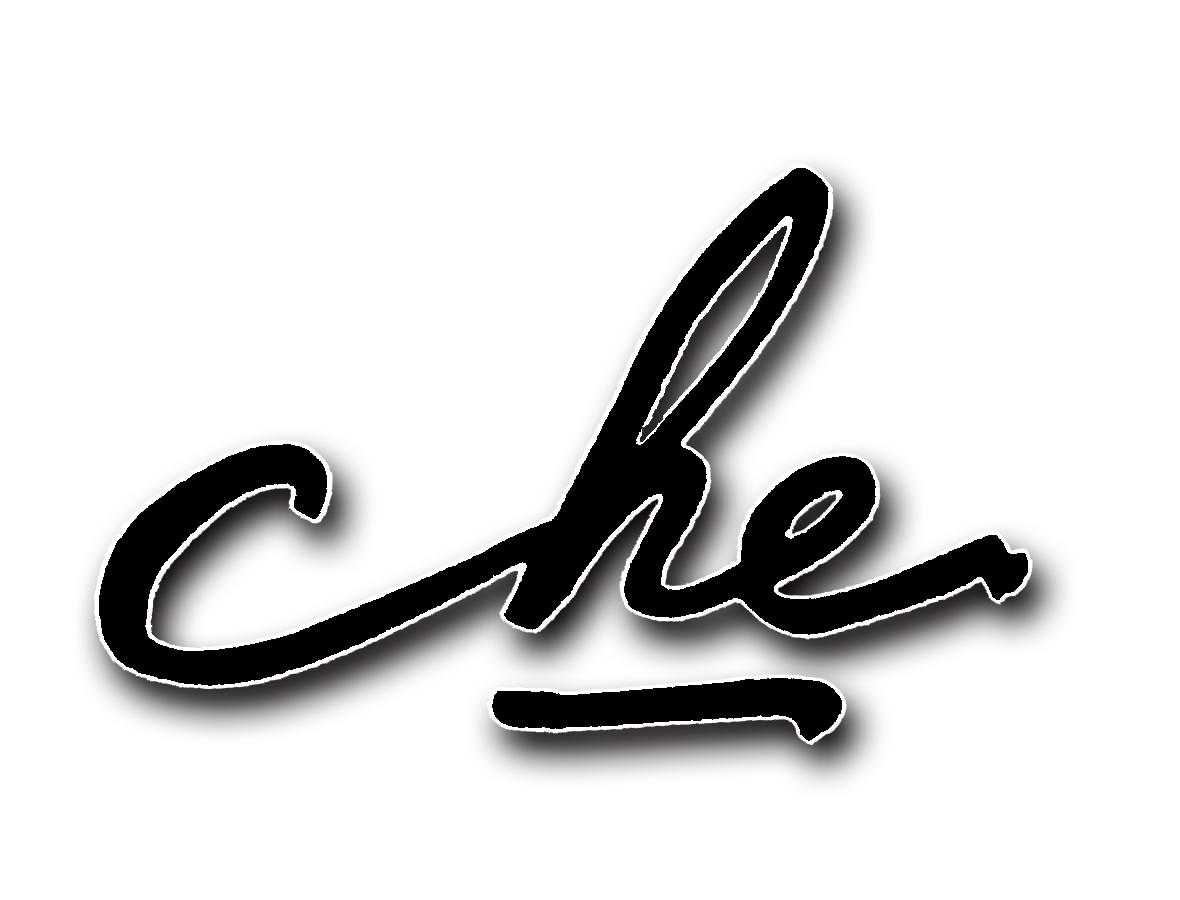
「che」ブランドロゴ

## ブランド名の由来
キューバ産のたばこ葉をブレンドしており、キューバの英雄であるチェ・ゲバラの名を冠している。パッケージも肖像を前面に押し出したデザインとなっている。
このデザインを理由に2012年のポーランドでは「全体主義を扇動」と抗議の声が上がった。

## 特徴
無添加・無香料を売りにしており、一時期フィルム外装にも「無添加／キューバ産ブレンド」のロゴタイプが印字されていた。シガレットボックスは箱を開けた際、ゲバラの顔が切れないよう開封口に工夫が施されている。
バリエーション展開はタール数値だけでなく、ブレンドレシピも変えている。